# Pullman-strejken
Pullman-strejken i 1894 var en vigtig episode i USAs politiske historie, hvor fagforeningernes magt blev stækket efter et centralt styret militært indgreb mod strejkende arbejdere på Pullman Palace Car Company, en virksomhed i Illinois, der producerede jernbanevogne, især sovevogne.

## Baggrund
Strejkens baggrund var den økonomiske krise 1893 i USA, hvor firmaet efter stærkt faldende efterspørgsel på deres produkter havde nedsat arbejdernes løn med 25% og ikke samtidig nedsat huslejen i de boliger, som firmaet stillede til rådighed i den tilhørende by, Pullman. Mange af arbejderne var i forvejen organiseret i det militante American Railway Union (ARU), der blev ledet af Eugene Debs, og flere sluttede sig til fagforeningen på grund af nedskæringerne.

## Forløb
Arbejderne strejkede fra 11. maj 1894, og Debs satte derpå gang i en aktion, hvorunder medlemmer af ARU nægtede at arbejde i Pullman-vogne. Dette førte til en lukning af fabrikken, og arbejdsgiverne iværksatte en lockout af ARU-medlemmer. Efterhånden kom det til mere yderliggående aktioner, og blandt andet satte en flok rasende demonstranter ild til nogle bygninger og afsporede et lokomotiv.
Efterhånden tiltrak strejken sig landsdækkende opmærksomhed, og der blev givet de strejkende pålæg om at ophøre med aktioner samt deres ledere om at holde sig ude af aktionerne. Debs og hans folk ignorerede dette pålæg, hvorpå der blev tilkaldt regeringstropper. I alt omkring 12.000 soldater deltog i at få strejken stoppet, og deres påskud for indgrebet kom fra selveste præsident Grover Cleveland og drejede sig om, at de strejkende med deres aktioner hindrede leveringen af post – skønt Pullman-vognene aldrig havde transporteret post.
Ankomsten af de regeringsstyrkerne optrappede konflikten yderligere, og det kom til blodige sammenstød, der kostede 13 strejkende livet, mens 57 blev såret. De omkring 6.000 strejkende skal have anrettet skader for omkring $340.000 (svarende til $6,8 millioner i 2007 værdi). Adskillige strejkende blev arresteret, herunder Debs.

## Efterspil
Eugene Debs blev idømt seks måneders fængsel for at modsætte sig pålægget om ikke at hindre udbringningen af post. Et forsøg på anke til Højesteret blev afvist, og Debs måtte i fængsel. Her tilbragte han en del tid med at læse Karl Marx' værker, og skønt han ikke var socialist forinden, blev han det i sin tid bag tremmerne. Da han blev løsladt, gik han aktivt ind i politik som socialist og stillede op til præsidentvalget fem gange.
En kommission blev sat til at undersøge årsagen til strejken, og den konkluderede, at firmaets forsøg på at skabe en samlet tilværelse for sine arbejdere med blandt andet Pullman-byen var en vigtig årsag, og den blev betegnet som "uamerikansk".